# Campeonato Tocantinense 2006
In 2006 werd het veertiende Campeonato Tocantinense gespeeld voor clubs uit de Braziliaanse staat Tocantins. De competitie werd georganiseerd door de FTF en werd gespeeld van 16 maart tot 22 juni. Araguaína werd kampioen.

## Eerste toernooi
| Plaats | Club                  | Wed. | W | G | V | Saldo | Ptn. |
| ------ | --------------------- | ---- | - | - | - | ----- | ---- |
| 1.     | Tocantinópolis        | 10   | 7 | 2 | 1 | 28:7  | 23   |
| 2.     | Palmas                | 10   | 5 | 4 | 1 | 18:8  | 19   |
| 3.     | Araguaína             | 10   | 5 | 4 | 1 | 15:6  | 19   |
| 4.     | Colinas               | 10   | 5 | 3 | 2 | 22:10 | 18   |
| 5.     | Gurupi                | 10   | 5 | 3 | 2 | 21:10 | 18   |
| 6.     | Interporto            | 10   | 3 | 4 | 3 | 13:13 | 13   |
| 7.     | Alvorada              | 10   | 3 | 3 | 4 | 10:19 | 12   |
| 8.     | Tocantins de Miracema | 10   | 2 | 4 | 4 | 11:12 | 10   |
| 9.     | Miracema              | 10   | 2 | 2 | 7 | 9:26  | 8    |
| 10.    | Intercap              | 10   | 1 | 4 | 5 | 11:18 | 6    |
| 11.    | Tocantins de Palmas   | 10   | 0 | 1 | 9 | 7:37  | 1    |

|  | Gekwalificeerd voor tweede toernooi |

## Tweede toernooi
De drie winnaars en de beste verliezer plaatsten zich voor het derde toernooi. 
| Team #1    | Tot.  | Team #2        | 1ste wed | 2de wed |
| ---------- | ----- | -------------- | -------- | ------- |
| Gurupi     | 1 - 3 | Palmas         | 0 - 0    | 1 - 3   |
| Interporto | 3 - 3 | Tocantinópolis | 2 - 0    | 3 - 1   |
| Colinas    | 3 - 1 | Araguaína      | 2 - 0    | 1 - 1   |

## Derde toernooi
| Plaats | Club           | Wed. | W | G | V | Saldo | Ptn. |
| ------ | -------------- | ---- | - | - | - | ----- | ---- |
| 1.     | Tocantinópolis | 6    | 4 | 1 | 1 | 15:10 | 13   |
| 2.     | Araguaína      | 6    | 3 | 2 | 1 | 11:11 | 11   |
| 3.     | Palmas         | 6    | 2 | 1 | 3 | 10:7  | 7    |
| 4.     | Colinas        | 6    | 1 | 0 | 5 | 5:13  | 3    |

|  | Gekwalificeerd voor finale |

## Finale
|              |           |       |                |  |
| 24 juni Heen | Araguaína | 2 – 1 | Tocantinópolis |  |
| 24 juni Heen |           |       |                |  |

|              |                |       |           |  |
| 2 juli Terug | Tocantinópolis | 2 – 2 | Araguaína |  |
| 2 juli Terug |                |       |           |  |

### Kampioen
| Campeonato Tocantinense de 2006 |
| Tocantins                       |
| ------------------------------- |
| ARAGUAÍNA Kampioen (1° titel)   |